# Harry W. Hill

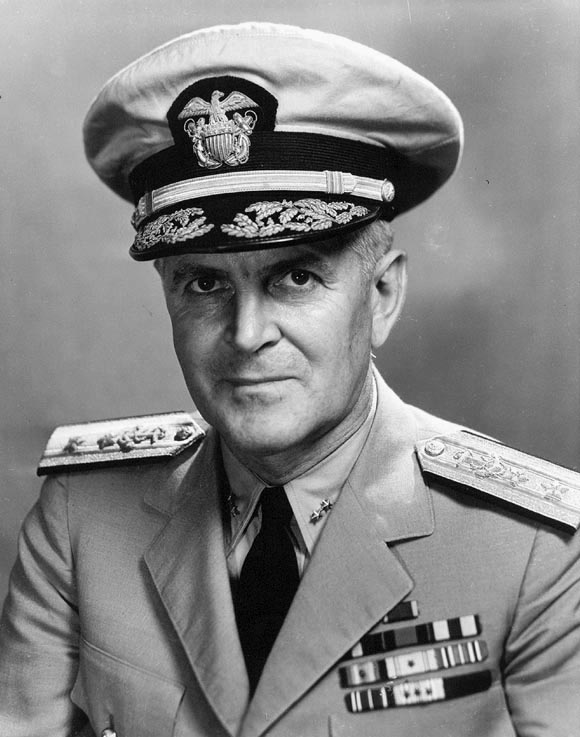
Harry W. Hill

Harry Wilbur Hill (* 7. April 1890 in Oakland, Kalifornien; † 19. Juli 1971 in Annapolis, Maryland) war ein US-amerikanischer Admiral der United States Navy. Während des Pazifikkrieges kommandierte er die Amphibious Group Two, auch Fifth Amphibious Force genannt, in mehreren Schlachten.

## Leben
Hill trat 1907 in die United States Naval Academy in Annapolis ein und schloss sein Studium im Juni 1911 ab. Er überwachte 1934 auf der Werft Bath Iron Works die Ausrüstung des Zerstörers USS Dewey (DD-349) und war anschließend vom 4. Oktober 1934 bis 17. Juni 1935 der Kommandant des Schiffes. Dies war sein erstes Kommando über ein Schiff. Er wurde 1935 dem Büro des Chief of Naval Operations zugeteilt. Im Mai 1938 absolvierte er den Senior Kurs am Naval War College.
Zwischen Juni 1938 und Februar 1940 war er in der Kriegsplanungsabteilung im Stab des Commander in Chief (Oberbefehlshabers) der US-Flotte. Danach diente er ab 1940 bis Januar 1942 in der Kriegsplanungsabteilung im Büro des Chief of Naval Operations.
Zu Beginn des Zweiten Weltkrieges übernahm Hill das Kommando über den Schweren Kreuzer Wichita. Er wurde mehrere Monate im Geleitzugschutz mit Schiffen der britischen Home Fleet nach Murmansk eingesetzt.
Am 28. September 1942 bekam er das Kommando der Battleship Division Four. Das Schlachtschiff Maryland war sein Flaggschiff im Südpazifik. Er war zeitweise auch Kommandant einer gemischten Task Force, die Schlachtschiffe, Geleitflugzeugträger und andere Kriegsschiffe umfasste. Es war die erste US-Task Force, welche Schlachtschiffe und Geleitflugzeugträger umfasste.
Vom September 1943 bis Oktober 1945 wurde er Kommandant der Amphibious Group Two, auch  Fifth Amphibious Force genannt. Er kommandierte diese Einheit bei Landungsunternehmen bei der Schlacht um die Gilbertinseln, der Schlacht um die Marshallinseln, der Schlacht um die Marianen-Inseln, der Schlacht um Iwojima und der Schlacht um Okinawa. Nach Kriegsende im August 1945 befehligte er die Truppe, die die Sixth United States Army im Südwesten Japans für den Besatzungsdienst landete. Ab 1. November 1945 übernahm er den Dienst als Kommandant des Joint Forces Staff College. Im Juni 1946 gründete und leitete Vizeadmiral Hill als Kommandant das National War College, die höchste Bildungseinrichtung der Streitkräfte und des US-Außenministeriums. Im September 1949 wurde er Vorsitzender des General Board of the United States Navy (US Navy Generalstab). Am 28. April 1950 wurde er Leiter der United States Naval Academy in Annapolis und Kommandant des Severn River Naval Command. Er blieb auch nach seiner Pensionierung vom 1. Mai 1952 bis August 1952 in seiner Position. Admiral Hill diente zuletzt vom 21. Oktober 1952 bis 21. Mai 1954 als Verantwortlicher des Veteranenheims Philadelphia Naval Asylum in Philadelphia.

## Auszeichnungen
Er wurde mit zahlreichen Orden ausgezeichnet. Er bekam zweimal die Navy Distinguished Service Medal.
Der Zerstörer Harry W. Hill, in Betrieb genommen am 17. November 1979 und Außerbetriebnahme am 29. Mai 1998, trug seinen Namen.